# Climax Motor

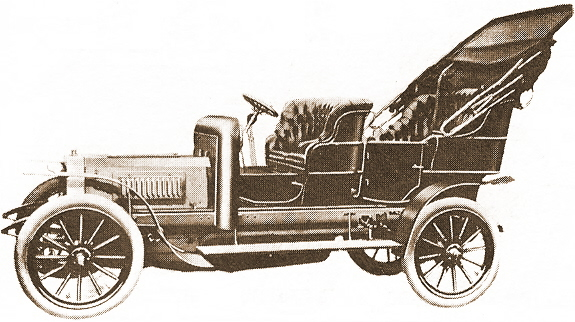
Climax 20/22 hp (1906)

Die Climax Motor Company war ein britischer Automobilhersteller in Coventry (Warwickshire). 1905–1907 wurden dort Mittelklasse-Automobile hergestellt. Nicht zu verwechseln ist dieses Unternehmen mit dem Motorenhersteller Coventry Climax, der – ebenfalls in Coventry ansässig – zu dieser Zeit noch unter „Coventry Simplex“ firmierte.
In nur drei Jahren entstanden sechs Modelle von 14 hp bis 22 hp. Allerdings wurde keines dieser Modelle in großer Stückzahl gefertigt.

## Modelle
| Modell   | Bauzeitraum | Zylinder | Hubraum  | Radstand     |
| -------- | ----------- | -------- | -------- | ------------ |
| 14 hp    | 1905        | 4 Reihe  | 1769 cm³ | 2591–2654 mm |
| 22 hp    | 1905        | 4 Reihe  | 3686 cm³ | 2743 mm      |
| 15 hp    | 1906        | 4 Reihe  | 2438 cm³ | 2591–2654 mm |
| 20/22 hp | 1906        | 4 Reihe  | 3686 cm³ | 2743–3048 mm |
| 18 hp    | 1907        | 4 Reihe  | 2438 cm³ | 2591 mm      |
| 20 hp    | 1907        | 6 Reihe  | 2715 cm³ | 2896 mm      |

## Quelle
- David Culshaw & Peter Horrobin: The Complete Catalogue of British Cars 1895–1975. Veloce Publishing plc. Dorchester (1999).  ISBN 1-874105-93-6